# Sneha Anne Philip
Sneha Anne Philip (7 de octubre de 1969-presuntamente fallecida el 11 de septiembre de 2001) fue una médica estadounidense de origen indio vista por última vez el 10 de septiembre de 2001, cuando fue captada por una cámara de vigilancia de unos grandes almacenes ubicados en el Bajo Manhattan, cerca de su apartamento. Debido a la proximidad de su vivienda con el World Trade Center y a su preparación médica, su familia cree que murió mientras prestaba ayuda a las víctimas del atentado ocurrido al día siguiente de su desaparición.
Fueron llevadas a cabo dos investigaciones. La primera, efectuada por su esposo Ron Lieberman y por el detective privado y agente del FBI Ken Gallant, arrojó como resultado que la desaparición y posible muerte de Philip podrían no estar relacionadas con los ataques, aunque posteriormente se terminarían vinculando ambos acontecimientos. Una investigación posterior, llevada a cabo por la policía de la ciudad de Nueva York, profundizó en la vida de Philip hasta el momento de su desaparición, hallando detalles acerca de una supuesta doble vida, un historial de problemas conyugales, posibles relaciones extramatrimoniales con otras mujeres, problemas laborales y abuso de alcohol y drogas por parte de Philip, así como un cargo pendiente contra ella, lo que condujo a sospechar que pudo haber tenido otro fin. Las familias de Lieberman y Philip han rechazado abiertamente algunos de los hechos y conclusiones efectuadas por la policía, insinuando que las autoridades llevaron a cabo una labor insuficiente o que incluso fabricaron pruebas. Actualmente no se ha encontrado evidencia física alguna que sugiera que Philip murió en los atentados.
En base a pruebas aportadas por la policía, la jueza del Tribunal Testamentario de Nueva York denegó la petición de la familia de declarar a Philip víctima de los atentados, sugiriendo que pudo haber desaparecido intencionadamente y haber sido asesinada por alguien a quien conoció en sus frecuentes salidas nocturnas. La familia de Philip señaló que hubo muchas otras víctimas el 11 de septiembre cuyos restos nunca fueron encontrados y otras que fueron registradas como tales pese a las igualmente dudosas conexiones con los ataques. El 31 de enero de 2008, una corte de apelación del estado de Nueva York revocó el fallo anterior y declaró a Philip víctima del atentado, convirtiéndose en la número 2751 del colapso de las Torres Gemelas.

## Vida y antecedentes
Sneha Anne Philip nació el 7 de octubre de 1969 en el estado de Kerala, en la India, trasladándose posteriormente con sus padres al Upstate New York, donde se estableció inicialmente en Albany y más tarde en Hopewell Junction. Tras su graduación en la Universidad Johns Hopkins, Philip decidió desarrollar una carrera en medicina, motivo por el que se matriculó en la Chicago School of Medicine en 1995, donde conoció a Ron Lieberman, oriundo de Los Ángeles, quien estudiaba un curso inferior al suyo, iniciando una relación con él. Ambos compartían intereses creativos fuera de su carrera (él era músico y ella estaba interesada en la pintura). Philip decidió tomar un año sabático viajando por Italia con el fin de que Lieberman y ella pudiesen graduarse juntos. Ambos se trasladaron a la ciudad de Nueva York, donde consiguieron residencia: Lieberman en el Jacobi Medical Center, en El Bronx, y Philip en el Cabrini Medical Center, cerca del pequeño apartamento que los dos compartían en el East Village.
La pareja contrajo matrimonio en mayo de 2000 en una pequeña ceremonia celebrada en el Condado de Dutchess, en la cual se combinó el judaísmo del novio y el cristianismo siriomalabar de la India del Sur de la novia. Lieberman regaló a Philip un minnu, un tradicional pendiente indio de matrimonio con forma de lágrima de oro con un diamante, mudándose ambos poco después a un apartamento más grande ubicado en Battery Park City.

## Desaparición
Philip fue vista por última vez el 10 de septiembre de 2001. Según Lieberman, el día de su desaparición Philip tenía previsto limpiar el apartamento debido a que un familiar suyo iría a cenar dos días más tarde. Mantuvo una conversación de dos horas por chat con su madre, durante la cual mencionó su plan de visitar el restaurante Windows on the World, ubicado en las últimas plantas de la Torre Norte del World Trade Center, lugar donde un amigo tenía previsto celebrar su boda la próxima primavera. A las 16:00 horas, Philip abandonó el chat y acudió a dejar algo de ropa en una tintorería del vecindario, yendo a continuación a los grandes almacenes Century 21, donde hizo uso de una tarjeta American Express para comprar lencería, un vestido, medias y ropa de cama, tras lo cual adquirió tres pares de zapatos en un local anexo. Una cámara de seguridad en los almacenes captó a Philip mientras hacía sus compras, siendo esta grabación y el registro de su tarjera de crédito sus últimos movimientos conocidos.
Lieberman regresó al apartamento después de medianoche y, al ver que su esposa no se encontraba en casa, pensó que estaría fuera hasta tarde o incluso toda la noche puesto que ya se había ausentado otras veces. Lieberman se fue a la cama debido a que tenía que madrugar al día siguiente. Una investigación posterior encontró pruebas de que alguien había llamado al teléfono móvil de Lieberman desde el apartamento a las 4:00 horas el 11 de septiembre. Pese a que Lieberman no lo recuerda, cree que es posible que se hubiese despertado brevemente para revisar su buzón de voz. Cuando se despertó a las 6:30 horas, Philip aún no había vuelto. Aquella noche, después de los atentados, Lieberman fue capaz de regresar al apartamento accediendo al perímetro de seguridad mediante el uso de sus credenciales médicas. Debido a que al menos una de las ventanas había quedado abierta, el polvo proveniente de los escombros de las torres se había acumulado en el interior. En el apartamento había huellas de los dos gatos de la pareja, pero ninguna de ningún ser humano.
Philip fue una de los cientos de personas reportadas como desaparecidas por la policía aquel día. Al igual que otras víctimas, su familia distribuyó carteles por toda la ciudad en un intento por encontrarla. El caso de Philip fue el único no relacionado con los ataques terroristas y, con el fin de generar publicidad, su hermano declaró a los medios que la última vez que había oído hablar de ella había sido durante el atentado. Philip nunca ha vuelto a dar señales de vida ni se ha encontrado evidencia alguna que explique su desaparición.

## Investigaciones

### Investigación de Lieberman y Gallant
Lieberman se puso en contacto con American Express y descubrió las compras realizadas por su esposa la tarde del día previo a los atentados. Igualmente, distribuyó carteles en otros almacenes Century 21, llamando posteriormente un empleado del almacén del Bajo Manhattan el cual había sido reubicado en Brooklyn para informar de que recordaba haber visto a Philip, quien al parecer era una compradora habitual. La tarde del 10 de septiembre, según el empleado, Philip estuvo en el almacén acompañada por otra mujer, posiblemente india. Tras revisar las grabaciones de las cámaras de seguridad durante tres semanas, Lieberman encontró la grabación de su esposa, en la cual aparecía deambulando en la sección de abrigos, aunque no estaba acompañada por nadie.
Debido a que las autoridades asumieron que Philip había muerto al igual que otras víctimas, Lieberman contrató a Gallant, quien halló dos evidencias las cuales indicaban que posiblemente Philip había vuelto temprano al apartamento la mañana del 11 de septiembre. La primera prueba era la llamada del teléfono de casa al móvil de Lieberman, mientras que la segunda era la grabación de las cámaras de seguridad del vestíbulo del edificio donde residía el matrimonio. La marca temporal de la grabación situaba la presencia de Philip en el edificio a las 8:43 horas, tres minutos antes de que el vuelo 11 de American Airlines impactase contra la Torre Norte, y, en general, entre las 7:00 y las 9:00 horas, espacio de tiempo en el que, según el testimonio de Lieberman, Philip solía regresar tras pasar la noche fuera. La grabación muestra a una mujer entrando en el edificio, esperando cerca del ascensor y saliendo tras unos pocos minutos. Debido al pobre contraste procedente de la luz del sol en el vestíbulo, de la mujer en cuestión solo resulta visible su silueta, si bien su cabello y su ropa son consistentes con la imagen de Philip captada en los grandes almacenes la tarde anterior, afirmando su familia que la mujer de la grabación realiza gestos similares a los de Philip, si bien la mujer no aparece con ninguna de las bolsas que Philip debería haber llevado tras hacer sus compras. Lieberman no pudo identificar a la mujer de la grabación como su esposa, aunque un detective de la policía sí cree que era ella.
Gallant consideró en un principio la posibilidad de que Philip hubiese aprovechado los ataques terroristas para huir de sus problemas personales y empezar una nueva vida bajo otra identidad, si bien el disco duro de su ordenador no reveló evidencias de ningún plan de huida, además de que Philip no llevó consigo sus gafas, su pasaporte, su permiso de conducir ni tampoco sus tarjetas de crédito, a excepción de la American Express. Lieberman mantuvo la cuenta abierta en caso de que alguien intentase hacer uso de ella, pero nadie volvió a usarla. Gallant y Lieberman llegaron finalmente a la conclusión de que Philip fue testigo del atentado y, como médica, acudió a prestar ayuda, pereciendo en el lugar, bien en el interior de las torres o bien en el derrumbe de las mismas.

### Investigación de la policía de la ciudad de Nueva York
El departamento de policía no empezó la investigación hasta tiempo después de los ataques. Tras iniciar las pesquisas, encontraron varios detalles sobre la vida personal de Philip los cuales sugerían que podría hallarse en otra parte, o incluso muerta, cuando las torres colapsaron.
A principios de 2001, Cabrini había rechazado renovar el contrato de Philip alegando retrasos repetidos y problemas relacionados con el alcohol, procediendo a su despido efectivo. Poco después de haber sido informada de esta decisión, Philip acudió a un bar con otros empleados del centro médico, donde se produjo un altercado que terminó con ella pasando una noche en la cárcel. Philip declaró haber sido sometida a tocamientos, si bien la persona a cargo del caso rechazó el abuso sexual que alegaba y, en su lugar, acusó a Philip de falso testimonio en tercer grado, contemplado como delito por las leyes de Nueva York. No obstante, se ofreció a Philip la posibilidad de retirar el cargo de acusación contra ella si se retractaba, a lo que se negó,  permaneciendo bajo arresto toda la noche hasta que fue liberada.
Tras su despido de Cabrini, Philip empezó a pasar noches enteras en bares gay de la ciudad. Según la policía, Philip habría abandonado algunas veces estos bares en compañía de mujeres a las que habría conocido en sus salidas nocturnas. Las autoridades también afirmaron que su hermano había descubierto a Philip y a su novia manteniendo relaciones sexuales, algo que él siempre negó. A pesar de haber conseguido otra residencia en el St. Vincent's Hospital, en Staten Island, Philip experimentó igualmente problemas similares (había sido suspendida por faltar a una reunión con un consejero sobre abuso de sustancias).
La mañana del 10 de septiembre, Philip había sido formalmente procesada por cargos criminales, declarándose inocente. El informe policial sostiene que Lieberman y ella mantuvieron una fuerte pelea en la corte poco después acerca de sus problemas y sus salidas nocturnas. La discusión terminó con Philip marchándose de allí y provocando que Lieberman tuviese que volver solo al apartamento para prepararse para ir a trabajar. Tras revisarse los hallazgos de la policía, se procedió a eliminar a Philip de la lista oficial de víctimas en enero de 2004.
El esposo de Philip, su hermano y su familia en general, no obstante, rechazan gran parte de las afirmaciones de la policía así como su interpretación de las pruebas existentes. Según su familia, Philip había sido despedida de Cabrini debido a que había denunciado prejuicios raciales y sexuales (el hospital informó posteriormente de la inexistencia de alguna queja por parte de Philip). Lieberman afirma que su esposa frecuentaba bares gay debido a que no quería que se repitiese la misma situación que había vivido con una compañera de trabajo. Del mismo modo, Lieberman sostiene que Philip nunca mantuvo relaciones sexuales con las mujeres a las que conocía, siendo frecuente, según él, que escuchasen música, pintasen o durmiesen (en una ocasión Philip había vuelto a casa manchada de pintura tras haber estado con una artista). Sumado a lo anterior, su alcoholismo era una fase temporal que la ayudaba a luchar contra la depresión que sufría tras haber sido despedida de Cabrini, declarando Lieberman que su esposa habría dejado de beber en cuanto hubiese vuelto a la normalidad.
El hermano de Philip sostiene que la declaración que afirma que descubrió a su hermana y a su novia manteniendo relaciones sexuales fue fabricada y que nunca habló con el detective que escribió dicha declaración. De igual modo, Lieberman asegura que nunca discutió con su esposa en la corte tras haber sido Philip procesada por cargos criminales. Según él, la policía intentó extrapolar los pocos datos de los que disponía con el fin de disimular su inicial falta de atención al caso.

## Procesos judiciales

### Tribunal Testamentario de Nueva York
En 2003, después de que la investigación de la policía hubiese concluido, Lieberman realizó una petición en el Tribunal Testamentario de Nueva York solicitando que su esposa fuese declarada víctima de los ataques pese al informe de la policía. Las leyes del estado de Nueva York requieren evidencias «claras y convincentes» de la exposición de una posible víctima a algún peligro letal para cualquier presunción de muerte y para las consiguientes provisiones legales, incluyendo beneficios procedentes del September 11th Victim Compensation Fund, un fondo federal destinado a ayudar a las víctimas del atentado o a sus familias. Lieberman creía que la profesión de su esposa la podría haber llevado a acudir al cercano World Trade Center, en caso de estar en el vecindario, para ofrecer ayuda a las víctimas. La madre de Philip testificó acerca del chat que mantuvo con ella, declarando que su hija había hablado de sus planes de visitar Windows on the World y posiblemente realizar algunas compras en el centro comercial del World Trade Center. El autor del informe policial declaró que creía que Philip había muerto probablemente en el atentado.
Ellen Winner, defensora especial designada por la corte para Philip, presentó el informe de la policía y alegó la inexistencia clara de evidencias de que estuviese en o cerca del World Trade Center durante los ataques. El 19 de junio de 2006, la jueza Renee Roth declaró que no se había podido establecer que Philip hubiese muerto el 11 de septiembre de 2001 y, en su lugar, la declaró legalmente muerta el 10 de septiembre de 2004, tres años después de su desaparición, por ley estatal.
La familia apeló, contrastando su caso con el de Juan Lafuente, otra posible víctima cuya petición efectuada en el Condado de Dutchess, donde vivía Lafuente, había sido aceptada. Al igual que Philip, la exposición de Lafuente al atentado se basaba en pruebas circunstanciales, ya que sufría de depresión tras haber abandonado I.B.M. en 1993, trabajando como bombero voluntario en Poughkeepsie, lo que pudo constituir una razón de peso para que acudiese al World Trade Center a prestar ayuda. Su oficina en el Citibank, donde ejercía de vicepresidente, estaba situada ocho bloques al norte del complejo, si bien la corte aceptó el testimonio de una persona la cual afirmó haber oído decir a Lafuente que tenía una reunión en el World Trade Center la mañana del atentado. La familia de Philip cree que la petición de Lafuente fue aceptada debido a que su esposa, Colette, era alcaldesa de Poughkeepsie en aquel entonces y a que el caso había sido llevado allí en vez de en Manhattan.

### Apelación

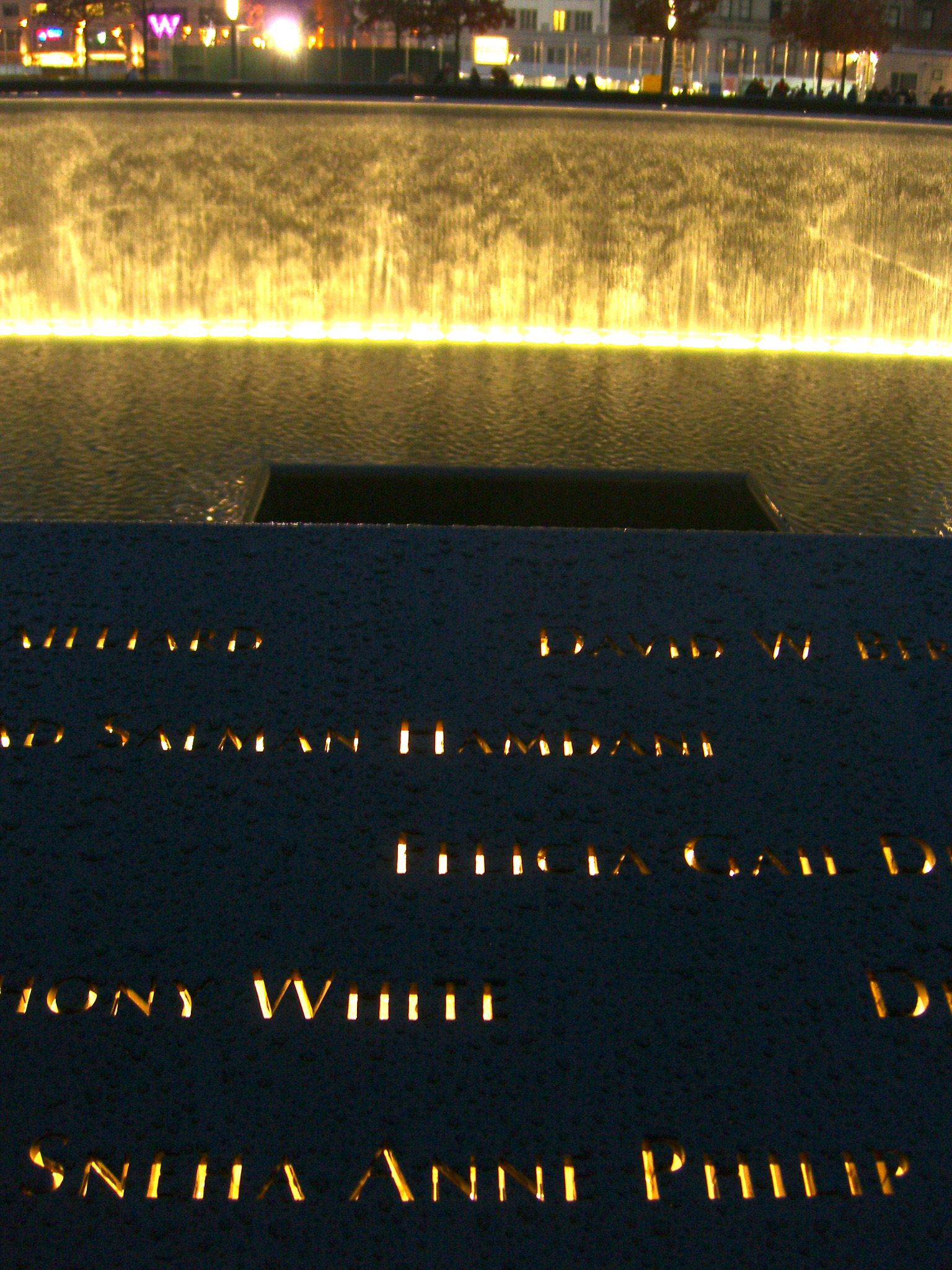
Nombre de Philip en el panel S-66 de la piscina sur del National September 11 Memorial & Museum.

Pese a las escasas posibilidades de éxito, Lieberman y el abogado de la familia apelaron. El 31 de enero de 2008, un panel de cinco jueces revocó la decisión de la jueza Roth, declarando que la explicación más sencilla (la muerte de Philip mientras prestaba ayuda en la zona cero) era la más probable. Según el juez David Saxe: «Este es un caso perturbador», radicando el principal problema en la falta de evidencia directa que sitúe a Philip en la zona del atentado. No obstante, Saxe dijo que el estándar «claro y convincente»:

... no requiere una certeza absoluta; solo requiere que la evidencia haga la conclusión «altamente probable». Incluso sin prueba irrefutable directa que establezca que su ruta esa mañana la llevó a pasar por el World Trade Center al momento del ataque, la evidencia muestra que es muy probable que ella haya muerto esa mañana y en ese sitio, mientras que solo la especulación más amplia lleva a alguna otra conclusión.

Saxe rechazó las declaraciones efectuadas en el informe policial, argumentando que constituían rumores y que las mismas no habían sido debidamente presentadas en la audiencia original, sino que Winner las había agregado a un informe posterior, no habiendo realizado tampoco un seguimiento adecuado de las afirmaciones hechas en el informe durante la audiencia. Saxe concluyó que si a Lafuente se lo había considerado como víctima del atentado, a Philip también se la podía considerar como tal. El juez cree poco probable que Philip hubiese desaparecido debido a la falta de evidencias, mostrándose de acuerdo con Lieberman, Gallant y el detective Richard Stark en que de haber muerto de otra forma, habría aparecido alguna prueba en los años transcurridos desde los atentados.
El juez Bernard Malone Jr., quien se mostró en contra, declaró:

Debido a que no se conoce donde pasó la difunta la noche del 10 de septiembre, se requiere especulación para decir, como lo hace el peticionario, que su ruta a casa [...] al suroeste del World Trade Center, la llevó a través o peligrosamente cerca de los terrenos del World Trade Center, o que a las 8:48 a.m., cuando empezaron los ataques, ella estaba incluso en el vecindario del World Trade Center.

Malone contrastó su caso con el de Lafuente, destacando que este último tenía una rutina diaria más predecible, una vida más estable, y que en su caso había más pruebas independientes las cuales confirmaban la reunión en el World Trade Center a la que probablemente se dirigía Lafuente.
Philip fue finalmente declarada la víctima número 2751 del colapso de las Torres Gemelas. Esta decisión deja actualmente solo un caso sin resolver concerniente a una persona desaparecida como posible víctima de los ataques, el inmigrante mexicano Fernando Molinar, de quien no se tienen noticias desde el 8 de septiembre de 2001, cuando informó a su madre por teléfono de que iba a empezar un nuevo trabajo en una pizzería cercana al complejo. Una petición similar a la de Philip fue rechazada por el Tribunal Testamentario de Nueva York.

## Hechos posteriores
Debido a que el fondo destinado a las víctimas realizó todos sus pagos y desapareció en 2003, Lieberman nunca podrá recibir ninguna compensación monetaria. La declaración de Philip como víctima no obstante implicó que su nombre pudiese figurar en el National September 11 Memorial & Museum. Un tributo a su memoria había sido llevado a cabo anteriormente en el Dutchess Community College, donde su madre trabaja como programadora informática. Igualmente, la familia procedió a enterrar una urna con cenizas procedentes de la Zona cero del World Trade Center en un cementerio cercano a su casa. Seis meses después de la decisión judicial, en julio de 2008, la familia de Philip fue notificada oficialmente de que su nombre sería añadido a la lista de víctimas.
No se han encontrado restos humanos de aproximadamente mil personas fallecidas en el World Trade Center, aunque la familia de Philip confía en que algún día se hallen restos de ella. Su minnu, el cual se cree Philip llevaba consigo durante el atentado, pudo haber sobrevivido al derrumbe de los edificios. Su familia envió fotografías del mismo a las oficinas de la policía con el fin de que pueda ser comparado con los cientos de objetos recuperados de entre los escombros de las torres.